# 2. česká hokejová liga 1999/2000
2. česká hokejová liga v sezóně 1999/2000 byla 7. ročníkem samostatné třetí nejvyšší české soutěže v ledním hokeji.

## Fakta
- 7. ročník samostatné třetí nejvyšší české hokejové soutěže
- Tým HC Slovan Ústí nad Labem uspěl v baráži o 1. ligu a postoupil do dalšího ročníku 1. ligy, zatímco HC Ytong Brno neuspěl, ale následně koupil prvoligovou licenci od Mělníka.
- Do krajských přeborů, sestoupili: HC SOH Benátky nad Jizerou a HK Lev Slaný. Nově postupující do 2. ligy: HC Hvězda Praha, HC Strojsvit Krnov
- Prodeje licencí na 2. ligu: HC Ytong Brno do HK Lev Slaný, HC Rondo Brno do HC Colligo Břeclav, HK Kralupy nad Vltavou do HC SOH Benátky nad Jizerou. HC Strojsvit Krnov se zřekl účasti ve 2. lize a jeho licence připadla týmu HC Stadion Teplice.

### Systém soutěže
Týmy byly rozděleny do dvou skupin podle geografické polohy.
Skupina A měla 20 týmů a celky v ní hrály systémem doma-venku. Poslední celek této skupiny sestupoval přímo do krajské soutěže, celky na 17. - 19. pozici musely svoji druholigovou příslušnost hájit v baráži, aby zabránily sestupu do krajských přeborů. Prvních osm celků postupovalo do čtvrtfinále play-off, které se hrálo na dva vítězné zápasy. Vítěz finále play off postupoval do baráže o 1. ligu.
Skupina B měla 12 celků. Ty se utkaly čtyřkolově každý s každým. Prvních osm celků postupovalo do čtvrtfinále play-off, které se hrálo na dva vítězné zápasy. Vítěz finále play off postupoval do baráže o 1. ligu. Poslední celek této skupiny musel svoji druholigovou příslušnost hájit v baráži.

## Skupina A
| Vysvětlivka                    |
| ------------------------------ |
| Postup do čtvrtfinále play off |
| Tým vyřazen                    |
| Účastník baráže o 2. ligu      |
| Sestupující                    |

| Poř. | Tým                        | Z  | V  | R  | P  | VG  | OG  | B  |
| ---- | -------------------------- | -- | -- | -- | -- | --- | --- | -- |
| 1.   | HC Klášterec nad Ohří      | 38 | 27 | 4  | 7  | 153 | 82  | 58 |
| 2.   | HC Slovan Ústí nad Labem   | 38 | 26 | 2  | 10 | 153 | 87  | 54 |
| 3.   | TJ SC Kolín                | 38 | 20 | 5  | 13 | 144 | 96  | 45 |
| 4.   | HK Kralupy nad Vltavou     | 38 | 18 | 8  | 12 | 148 | 124 | 44 |
| 5.   | HC Rebel Havlíčkův Brod    | 38 | 18 | 7  | 13 | 120 | 102 | 43 |
| 6.   | HC Kobra Praha             | 38 | 17 | 7  | 14 | 126 | 107 | 41 |
| 7.   | HC Tábor                   | 38 | 18 | 5  | 15 | 108 | 126 | 41 |
| 8.   | HC Baník CHZ Sokolov       | 38 | 19 | 2  | 17 | 109 | 115 | 40 |
| 9.   | NED Hockey Nymburk         | 38 | 18 | 4  | 16 | 109 | 104 | 40 |
| 10.  | HC Mladá Boleslav          | 38 | 16 | 7  | 15 | 131 | 128 | 39 |
| 11.  | HC Baník Most              | 38 | 16 | 6  | 16 | 133 | 130 | 38 |
| 12.  | HC Žďár nad Sázavou        | 38 | 14 | 8  | 16 | 114 | 113 | 36 |
| 13.  | HC Děčín                   | 38 | 13 | 8  | 17 | 106 | 109 | 34 |
| 14.  | HC ZVVZ Milevsko           | 38 | 15 | 4  | 19 | 115 | 121 | 34 |
| 15.  | HC Strakonice              | 38 | 13 | 8  | 17 | 113 | 129 | 34 |
| 16.  | HC Příbram                 | 38 | 10 | 11 | 17 | 103 | 133 | 31 |
| 17.  | HC Prima ASK Rokycany      | 38 | 12 | 7  | 19 | 118 | 155 | 31 |
| 18.  | HK Lev Slaný               | 38 | 11 | 7  | 20 | 125 | 154 | 29 |
| 19.  | HC Lev Hradec Králové      | 38 | 9  | 8  | 21 | 90  | 135 | 26 |
| 20.  | HC SOH Benátky nad Jizerou | 38 | 9  | 4  | 25 | 81  | 149 | 22 |

### Play off skupiny A

#### Čtvrtfinále
- HC Klášterec nad Ohří - HC Baník CHZ Sokolov 2:1 (0:1, 4:2, 4:1)
- HC Slovan Ústí nad Labem - HC Tábor 2:0 (4:2, 4:3)
- TJ SC Kolín - HC Kobra Praha 2:1 (4:1, 2:6, 6:4)
- HK Kralupy nad Vltavou - HC Rebel Havlíčkův Brod 2:1 (5:4 SN, 2:7, 5:2)

#### Semifinále
- HC Klášterec nad Ohří - HK Kralupy nad Vltavou 1:2 (5:3, 0:2, 0:3)
- HC Slovan Ústí nad Labem - TJ SC Kolín 2:0 (10:4, 4:3 P)

#### Finále
- HC Slovan Ústí nad Labem - HK Kralupy nad Vltavou 2:0 (6:0, 4:1)

Ústí nad Labem postoupilo do baráže o 1. ligu

## Skupina B
| Vysvětlivka                    |
| ------------------------------ |
| Postup do čtvrtfinále play off |
| Tým vyřazen                    |
| Účastník baráže o 2. ligu      |

| Poř. | Tým                  | Z  | V  | R  | P  | VG  | OG  | B  |
| ---- | -------------------- | -- | -- | -- | -- | --- | --- | -- |
| 1.   | HC Ytong Brno        | 44 | 28 | 9  | 7  | 191 | 93  | 65 |
| 2.   | HC TJ Šternberk      | 44 | 30 | 3  | 11 | 148 | 89  | 63 |
| 3.   | HC Orlová            | 44 | 25 | 9  | 10 | 186 | 110 | 59 |
| 4.   | TJ Nový Jičín        | 44 | 22 | 7  | 15 | 140 | 111 | 51 |
| 5.   | HC Uherské Hradiště  | 44 | 22 | 6  | 16 | 174 | 135 | 50 |
| 6.   | SHK Poruba           | 44 | 21 | 5  | 18 | 151 | 130 | 47 |
| 7.   | HC Uničov            | 44 | 22 | 2  | 20 | 168 | 158 | 46 |
| 8.   | HC Přerov            | 44 | 16 | 12 | 16 | 147 | 134 | 44 |
| 9.   | HC Frýdek-Místek     | 44 | 17 | 5  | 22 | 127 | 165 | 39 |
| 10.  | HC Rondo Brno        | 44 | 9  | 5  | 30 | 89  | 179 | 23 |
| 11.  | HC Kopřivnice        | 44 | 7  | 9  | 28 | 92  | 201 | 23 |
| 12.  | HC Haná VTJ Kroměříž | 44 | 7  | 6  | 31 | 76  | 179 | 20 |

### Play off skupiny B

#### Čtvrtfinále
- HC Ytong Brno - HC Přerov 2:0 (4:1, 6:3)
- HC Šternberk - HC Uničov 1:2 (2:1, 2:4, 0:2)
- HC Orlová - SHK Poruba 1:2 (10:3, 1:10, 3:4)
- TJ Nový Jičín - HC Uherské Hradiště 2:1 (5:1, 4:5, 4:3 SN)

#### Semifinále
- HC Ytong Brno - HC Uničov 2:0 (8:3, 6:1)
- TJ Nový Jičín - SHK Poruba 2:0 (2:0, 4:3 P)

#### Finále
- HC Ytong Brno - TJ Nový Jičín 2:0 (6:0, 4:1)

Ytong Brno postoupilo do baráže o 1. ligu.

## Baráž o 2. ligu

### Skupina A

#### 1. kolo
- HC Hvězda Praha (přeborník Pražského přeboru) - SKLH Benešov (přeborník Středočeského přeboru) 15:3, 9:4
- HC Klatovy (přeborník Západočeského přeboru) - HC Stadion Teplice (přeborník Severočeského přeboru) 3:6, 2:9
- HC Slavoj Český Krumlov (přeborník Jihočeského přeboru) - HC Chrudim (přeborník Východočeského přeboru) 2:2, 3:6

#### 2. kolo
| Poř. | Tým                   | Z  | V | R | P | VG | OG | B  |
| ---- | --------------------- | -- | - | - | - | -- | -- | -- |
| 1.   | HC Lev Hradec Králové | 10 | 7 | 2 | 1 | 36 | 20 | 16 |
| 2.   | HC Prima ASK Rokycany | 10 | 5 | 2 | 3 | 34 | 37 | 12 |
| 3.   | HC Hvězda Praha       | 10 | 5 | 1 | 4 | 29 | 28 | 11 |
| 4.   | HK Lev Slaný          | 10 | 4 | 2 | 4 | 43 | 27 | 10 |
| 5.   | HC Stadion Teplice    | 10 | 4 | 0 | 6 | 34 | 24 | 8  |
| 6.   | HC Chrudim            | 10 | 1 | 1 | 8 | 21 | 50 | 3  |

### Skupina B
| Poř. | Tým                                                     | Z | V | R | P | VG | OG | B |
| ---- | ------------------------------------------------------- | - | - | - | - | -- | -- | - |
| 1.   | HC Haná VTJ Kroměříž                                    | 4 | 3 | 1 | 0 | 24 | 8  | 7 |
| 2.   | HC Strojsvit Krnov (přeborník Severomoravského přeboru) | 4 | 2 | 0 | 2 | 13 | 14 | 4 |
| 3.   | SK Minerva Boskovice (přeborník Jihomoravského přeboru) | 4 | 0 | 1 | 3 | 9  | 24 | 1 |